# Глубокий Сабун
Глубокий Сабун — река в России, протекает по Нижневартовскому району Ханты-Мансийского автономного округа. Слиянием с рекой Сармсабун образует реку Сабун, являясь её левой составляющей. Длина реки — 200 км, площадь водосборного бассейна — 3320 км².
Высота устья — 85 м над уровнем моря.

## Притоки
(км от устья)
- 15 км: Пихтиигол (пр)
- 37 км: Мёгтыгъёган (пр)
- 42 км: Эллеёган (пр)
- 60 км: Укумигол (пр)
- 70 км: Липикъинкигол (пр)
- 112 км: Мегеньигол (Меккенгъигол) (лв)
- 114 км: Канехлогигол (лв)
- 124 км: Журавлиная (лв)
- Тундровая (пр)
- 148 км: Лыглагъёхан (пр)
- 148 км: Тунгамсиихл (пр)
- 167 км: Сосновая (пр)
- Пихтовая (лв)
- 184 км: Велинъёган (пр)

## Данные водного реестра
По данным государственного водного реестра России относится к Верхнеобскому бассейновому округу, водохозяйственный участок реки — Вах, речной подбассейн реки — бассейн притоков (Верхней) Оби от Васюгана до Ваха. Речной бассейн реки — (Верхняя) Обь до впадения Иртыша.